# Suíços
Suíços são os cidadãos da Europa Central do Estado sem litoral Suíça. Um suíço tem a nacionalidade de pelo menos uma comunidade, sua cidade natal. No final de dezembro de 2018, cerca de 7,16 milhões de pessoas tinham a cidadania suíça; 6 396 252 deles residiam na Suíça, 760 233 (quase 11 por cento) eram suíços no exterior.

## Classificação
Os suíços são tradicionalmente divididos em quatro grupos populacionais: os suíços de língua alemã, os suíços de língua francesa, os ítalo-suíços e os suíços romanche. No entanto, estes grupos linguísticos não formam uma unidade política na Suíça, e as diferenças culturais dentro de uma região linguística também podem ser relativamente grandes. Portanto, muitos suíços se identificam mais fortemente com seus respectivos cantões de origem. Atenção especial deve ser dada aos imigrantes naturalizados e seus descendentes, que usam qualquer uma das linguagens coloquiais na comunicação na respectiva região de residência ou na respectiva língua de origem entre eles. Existem também minorias, como os yeniches.

## História
Em tempos pré-romanos, a área do que hoje é a Suíça foi povoada principalmente pelo celtas helvéticos, mas também pelos ráuricos e os retos. Mais tarde tornou-se uma província romana. Após o colapso do Império Romano os alamanos e os burgúndios invadiram a área. A população celta romanizada, frequentemente chamada de galo-romanos, foi absorvida por essas tribos germânicas. Também devem ser mencionados os lombardos, que estabeleceram-se em Ticino e no norte da Itália. Segundo uma lenda, os suíços imigraram da Suécia.
Como os alamanos mantiveram sua língua, mas os burgúndios adotaram o latim (ou latim vulgar) dos antigos ocupantes, os suíços não falam atualmente uma língua unificada. As fronteiras linguísticas não mudaram significativamente a partir de então, apesar dos movimentos populacionais dentro da Suíça. O romanche é uma exceção no sudeste da Suíça, onde a fronteira linguística já foi significativamente mais ao norte.
Um grande contingente de suíços emigrou durante a colonização das Américas, o que vários topônimos americanos testemunham. Muitos menonitas imigraram para a América do Norte por motivos religiosos. Traços do alemão suíço estão presentes até hoje na fala dos seus descendentes - dentre os quais se incluem os amish.

## Suíços no exterior
No final de dezembro de 2017, 751 793 cidadãos suíços (10,57 % dos suíços) viviam no exterior. 74,6% dos suíços no exterior tinham “dupla cidadania”, o que significa que tinham pelo menos uma outra cidadania. Com 103 252 suíços, Lyon é o maior distrito consular e, portanto, a maior comunidade suíça fora do país-mãe, sendo a França o país com mais residentes suíços (195 728), seguida da Alemanha (88 604) e dos Estados Unidos (79 710). Os países vizinhos Itália (49 573) e Áustria (16 157) ocupam o 4º e o 10º lugar.